# Penészlek, Szabolcs-Szatmár-Bereg
Penészlek (în română Peneslec) este un sat în districtul Nyírbátor, județul Szabolcs-Szatmár-Bereg, Ungaria, având o populație de 945 de locuitori (2011). 

## Demografie
Componența etnică a satului Penészlek
     Maghiari (95,51%)
     Romi (4,05%)
     Români (0,44%)
Componența confesională a satului Penészlek
     Greco-catolici (59,68%)
     Romano-catolici (14,71%)
     Reformați (9,63%)
     Fără religie (1,69%)
     Necunoscută (14,29%)
Conform recensământului din 2011, satul Penészlek avea 945 de locuitori. Din punct de vedere etnic, majoritatea locuitorilor (95,51%) erau maghiari, cu o minoritate de romi (4,05%).  Din punct de vedere confesional, majoritatea locuitorilor (59,68%) erau greco-catolici, existând și minorități de romano-catolici (14,71%), reformați (9,63%) și persoane fără religie (1,69%). Pentru 14,29% din locuitori nu este cunoscută apartenența confesională.